# Бекболат Ашекеев (село)
Бекболат Ашекеев (каз. Бекболат Әшекеев, до 2001 г. — Первомайское) — село в Карасайском районе Алматинской области Казахстана. Административный центр Первомайского сельского округа. Находится примерно в 13 км к западу от центра города Каскелен. Код КАТО — 195249100.
Названо в честь Бекболата Ашекеева, одного из руководителей восстания в Семиречье 1916 года.

## Население
В 1999 году население села составляло 3496 человек (1718 мужчин и 1778 женщин). По данным переписи 2009 года, в селе проживали 3222 человека (1588 мужчин и 1634 женщины).